# Réacteur S2G

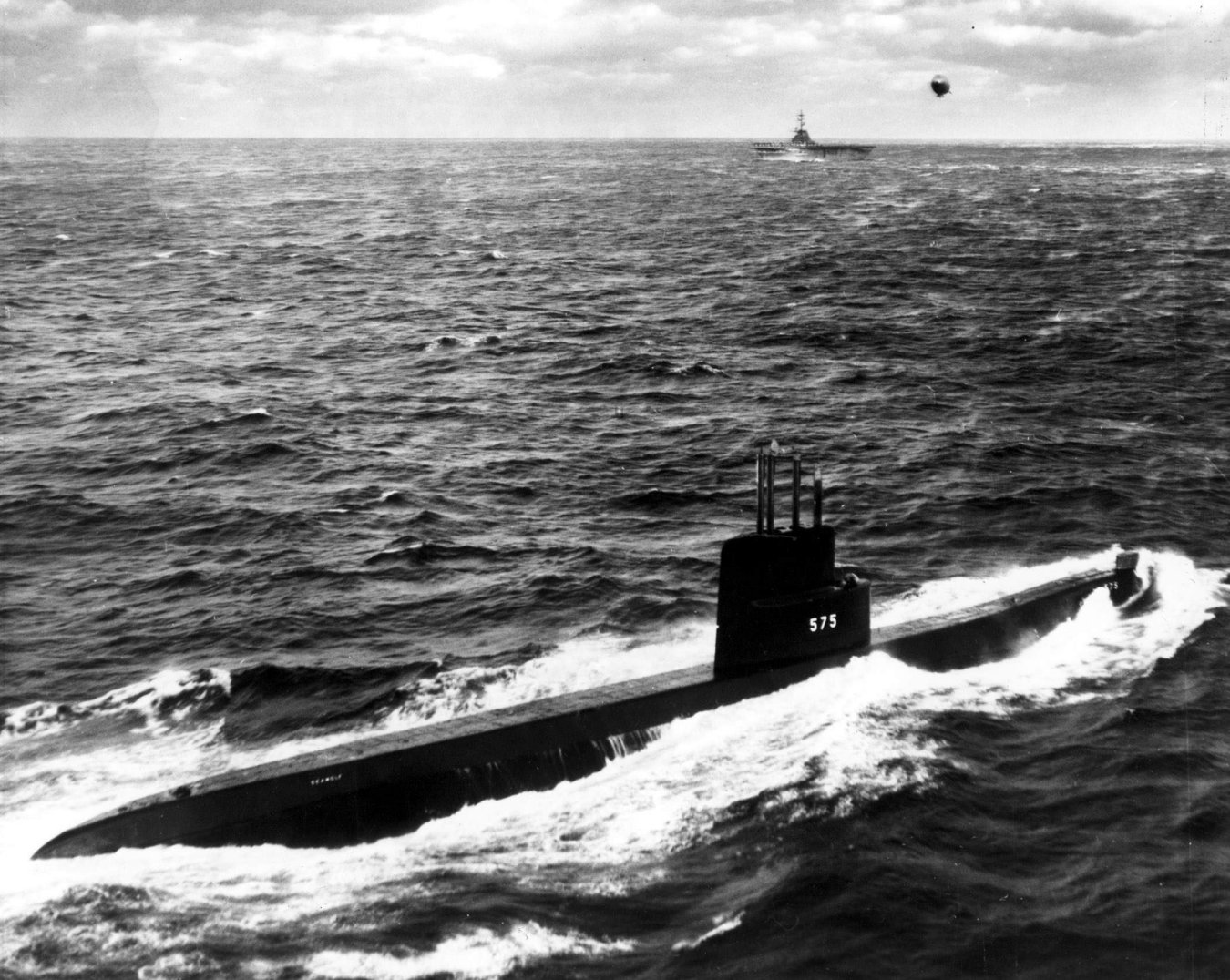
Le Seawolf en mer dans les années 1960 avec l'USS Essex (CV-9) au loin.

Le S2G Reactor est un réacteur nucléaire conçu dans les années 1950 par General Electric et utilisé par l’United States Navy pour fournir l’électricité et la propulsion sur le sous-marin nucléaire USS Seawolf (SSN-575). Il s'agit du seul réacteur nucléaire de l'US Navy à être un réacteur rapide refroidi au sodium.
L’acronyme S2G signifie :
- S = sous-marin (Submarine)
- 2 = numéro de la génération pour le fabricant
- G = General Electric pour le nom du fabricant

Le réacteur S2G est le type de réacteur initialement installé sur le Seawolf. Trois exemplaires de ce réacteur furent construits : un spécimen installé à terre pour l'entraînement et la recherche, un second à bord du sous-marin et un troisième comme exemplaire de rechange. Le spécimen à terre est identifié sous le nom de réacteur S1G et fut construit au Knolls Atomic Power Laboratory.
Ce type de réacteur développe une puissance de 15 000 SHP, soit environ 11,2 MW.
Alors que le sodium permettait de développer une puissance importante, il fut également la cause de problèmes, notamment du fait de son fort risque d'incendie et de problèmes de corrosion, le réacteur S2G du Seawolf fut remplacé par un réacteur S2Wa, un réacteur à eau pressurisée comme tous les autres en service dans la Navy. Cette conversion eut lieu en 1959.